# رستملی (صابرآباد)
رستملی (به ترکی آذربایجانی: Rüstəmlı) یک منطقه مسکونی در جمهوری آذربایجان است که در شهرستان صابرآباد واقع شده‌است. رستملی ۶۵۱ نفر جمعیت دارد.